# Буртівський заказник
Бурті́вський зака́зник — гідрологічний заказник місцевого значення в Україні. Об'єкт природно-заповідного фонду Полтавської області. 
Розташований у Козельщинському районі Полтавської області, поблизу села Піски. 
Площа 150 га, створений 1979 року. 
Статус надано для збереження болотного масиву в долині річки Псел. Місце гніздування водоплавних птахів. 